# Beselare
Beselare est une section de la commune belge de Zonnebeke située en Région flamande dans la province de Flandre-Occidentale. C’est un village dans le’ Westhoek’. Comme les autres villages de la commune, Beselare est situé sur la crête centrale de la Flandre-Occidentale, et a une superficie de 1 433 hectares. Par sa situation le sol est généralement en sable et argile. C'était une commune à part entière avant la fusion des communes de 1977.

Beselare est un lieu ancien mais le village a été presque entièrement détruit pendant la Première Guerre mondiale. Après la guerre, le village a été reconstruit. Anciennement en 1705, le territoire de Beselare était élevé au rang de marquisat par Louis XIV. Le marquisat était dirigé par la famille noble van der Woestine. 

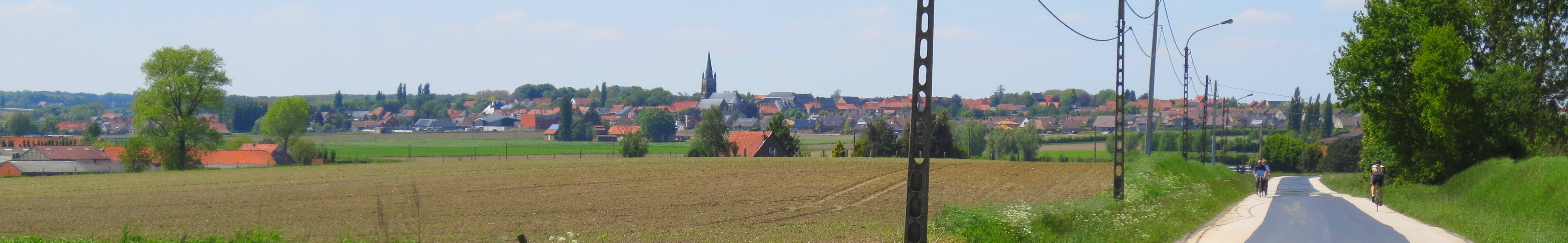
Beselare.

## Démographie

### Évolution démographique
- Sources : INS, Rem. : 1831 jusqu'en 1970 = recensements, 1976 = nombre d'habitants au 31 décembre[2].

## Curiosités

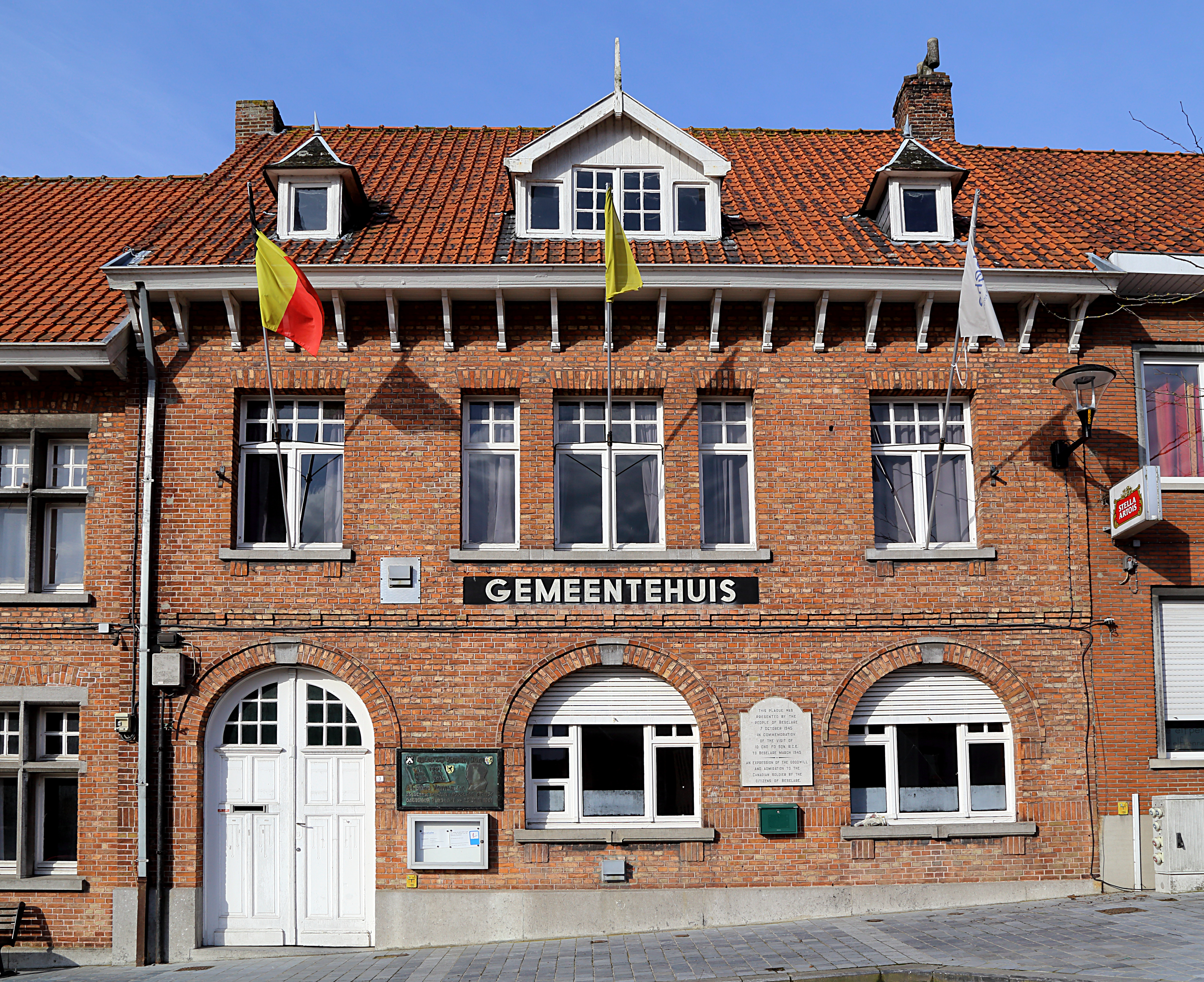
L'ancienne maison communale de Beselare

- Après la Première guerre mondiale, entre 1922 et 1925, l’église Saint-Martin a été reconstruite en style néogothique. Il restait encore une vieille pièce, la tombe en granite du chevalier Adriaan van der Woestine de 1527. Les autres curiosités de l’intérieur se sont perdues dans la violence de la guerre.
- Sur le front de l’ancienne maison communale de Beselare se trouve une plaque commémorative de l’auteur populaire Edward Vermeulen, connu par ses romans sociaux. Dans la mairie une plaque commémore les tombés allemands de la première guerre mondiale.
- Sur le marché de Beselare se trouve une sorcière en bronze. Cette statue était réalisée par ‘De Zonnebeekse Heemvrienden’ et ‘Het Heksencomité’. Cette sorcière s’y trouve parce que Beselare est connu comme une paroisse de sorcières et de magiciennes.

## Évènements
Aux XVIIe et XVIIIe siècles et même jusqu'à la première guerre mondiale, le village était hanté à divers endroits. Contrairement à d’autres villages ayant une superstition très vive, les récits oralement transmis à Beselare ont été notés et transcrits par des écrivains populaires tels que Lodewijk De Wolf, Edward Vermeulen et récemment Jozef Maes. Voilà pourquoi Beselare est connu comme le village des sorcières. Le cortège des sorcières remonte à 1959. C’est un des cortèges folkloriques les plus vivants et les plus attrayants de notre pays. Un cortège qui attire des milliers de spectateurs et auquel participe toute la population de Beselare. Dans le cortège des sorcières, des figures comme Calle Bletters, Tanneken Vanhulle, Meele Crotte et Sefa Bubbels reprennent la vie. Le cortège est reconnu comme patrimoine immatériel flamand, et a lieu tous les deux ans le dernier dimanche de juillet, la date historique des funérailles de Sefa Bubbels en 1750.

## Liens
- « Cortèges des sorcières »